# Atletica leggera ai Giochi della XI Olimpiade - 200 metri piani

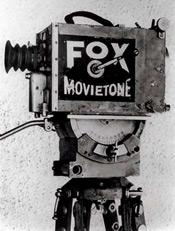
Video della Finale (il filmato mostra tutti i quattro ori vinti da Owens)

La competizione dei 200 metri piani maschili di atletica leggera ai Giochi della XI Olimpiade si è disputata nei giorni 4 e 5 agosto 1936 allo Stadio Olimpico di Berlino.

## L'eccellenza mondiale
| Primatisti mondiali      | 21”0 1933 21”0 1936 | Ralph Metcalfe Jesse Owens | 4° ai Trials Presente |
| Vincitore dei Trials USA | 21”0                | Jesse Owens                | Presente              |
| Miglior europeo          | 21”1 1930           | Christiaan Berger          | Solo 100m             |

1. ↑  Nel 1936 non esisteva ancora una tabella ufficiale del record dei 200 metri piani, per cui i primati sono ufficiosi.

## La gara
Jesse Owens è il grande favorito.

Nei primi due turni eliminatori eguaglia il primato olimpico con 21"1, dimostrando uno stato di forma strepitoso.

Nella prima semifinale il connazionale Matthew Robinson eguaglia il record; nella seconda Owens vince con un facile 21"3.

In finale esegue una curva perfetta, senza sbavature. Quando entra sul rettilineo finale ha già 2 decimi di vantaggio su Robinson, che alla fine della corsa diventano 4, uno dei distacchi più alti di tutti i tempi.

## Risultati

### Turni eliminatori
| 8 Batterie         | 4 agosto (ore 10:30) | 44 partenti   | Si qualificano i primi 3. |
| 4 Quarti di finale | 4 agosto (ore 15:30) | 6 + 6 + 6 + 6 | Si qualificano i primi 3. |
| 2 Semifinali       | 5 agosto (ore 15)    | 6 + 6         | Si qualificano i primi 3. |
| Finale             | 5 agosto (ore 18)    | 6 concorrenti |                           |

### Batterie
| Pos. | Atleta                | Nazione     | Tempo |
| ---- | --------------------- | ----------- | ----- |
| 1    | Wil van Beveren       | Paesi Bassi | 21"4  |
| 2    | Tomás Beswick         | Argentina   | 22"1  |
| 3    | Mutsuo Taniguchi      | Giappone    | 22"2  |
| 4    | Antonio Salcedo       | Filippine   |       |
| 5    | José de Almeida       | Brasile     |       |
| 6    | Aristidis Sakellariou | Grecia      |       |

| Pos. | Atleta             | Nazione       | Tempo |
| ---- | ------------------ | ------------- | ----- |
| 1    | Tinus Osendarp     | Paesi Bassi   | 21"7  |
| 2    | Egon Schein        | Germania      | 22"0  |
| 3    | Alan Pennington    | Gran Bretagna | 22"1  |
| 4    | Masao Yazawa       | Giappone      | 22"4  |
| 5    | Pierre Dondelinger | Francia       |       |
| 6    | Xaver Frick        | Liechtenstein |       |

| Pos. | Atleta             | Nazione       | Tempo |
| ---- | ------------------ | ------------- | ----- |
| 1    | Jesse Owens        | Stati Uniti   | 21"1  |
| 2    | Lee Orr            | Canada        | 21"6  |
| 3    | Karl Neckermann    | Germania      | 21"8  |
| 4    | Arthur Sweeney     | Gran Bretagna | 22"1  |
| 5    | Nemesio de Guzman  | Filippine     | 22"9  |
| 6    | Gunnar Christensen | Danimarca     | 23"1  |

| Pos. | Atleta        | Nazione            | Tempo |
| ---- | ------------- | ------------------ | ----- |
| 1    | Bruce Humber  | Canada             | 22"1  |
| 2    | Gyula Gyenes  | Ungheria           | 22"1  |
| 3    | Felix Rinner  | Austria            | 22"4  |
| 4    | Paul Bronner  | Francia            | 22"6  |
| 5    | Chen Kingkwan | Repubblica di Cina |       |

| Pos. | Atleta           | Nazione            | Tempo |
| ---- | ---------------- | ------------------ | ----- |
| 1    | Paul Hänni       | Svizzera           | 21"9  |
| 2    | Renos Frangoudis | Grecia             | 22"1  |
| 3    | József Sír       | Ungheria           | 22"2  |
| 4    | Poh Kimseng      | Repubblica di Cina |       |
| 5    | Pat Dannaher     | Sudafrica          |       |

| Pos. | Atleta               | Nazione            | Tempo |
| ---- | -------------------- | ------------------ | ----- |
| 1    | Marthinus Theunissen | Sudafrica          | 21"7  |
| 2    | Howie McPhee         | Canada             | 21"8  |
| 3    | Börje Strandvall     | Finlandia          | 22"6  |
| 4    | George Fahoum        | Egitto             |       |
| 5    | Liu Changchun        | Repubblica di Cina |       |
| 6    | Antonio Fondevilla   | Argentina          |       |

| Pos. | Atleta           | Nazione          | Tempo |
| ---- | ---------------- | ---------------- | ----- |
| 1    | Bob Packard      | Stati Uniti      | 21"2  |
| 2    | Eric Grimbeek    | Sudafrica        | 21"8  |
| 3    | Albert Steinmetz | Germania         | 21"9  |
| 4    | Eric Whiteside   | India Britannica |       |

| Pos. | Atleta             | Nazione     | Tempo |
| ---- | ------------------ | ----------- | ----- |
| 1    | Mack Robinson      | Stati Uniti | 21"6  |
| 2    | Aki Tammisto       | Finlandia   | 22"2  |
| 3    | Carlos Hofmeister  | Argentina   | 22"3  |
| 4    | Dieudonné Devrindt | Belgio      |       |
| 5    | Mario Minai        | Ungheria    |       |
| 6    | Alfred König       | Austria     |       |

### Quarti di finale
| Pos. | Atleta        | Nazione     | Tempo |
| ---- | ------------- | ----------- | ----- |
| 1    | Lee Orr       | Canada      | 21"2  |
| 2    | Paul Hänni    | Svizzera    | 21"3  |
| 3    | Bob Packard   | Stati Uniti | 21"3  |
| 4    | József Sír    | Ungheria    | 21"6  |
| 5    | Egon Schein   | Germania    | 21"7  |
| 6    | Tomás Beswick | Argentina   |       |

| Pos. | Atleta               | Nazione     | Tempo |
| ---- | -------------------- | ----------- | ----- |
| 1    | Wil van Beveren      | Paesi Bassi | 21"7  |
| 2    | Marthinus Theunissen | Sudafrica   | 21"9  |
| 3    | Bruce Humber         | Canada      | 22"1  |
| 4    | Renos Frangoudis     | Grecia      |       |
| 5    | Mutsuo Taniguchi     | Giappone    |       |
| 6    | Carlos Hofmeister    | Argentina   |       |

| Pos. | Atleta           | Nazione     | Tempo |
| ---- | ---------------- | ----------- | ----- |
| 1    | Jesse Owens      | Stati Uniti | 21"1  |
| 2    | Howie McPhee     | Canada      | 21"8  |
| 3    | Eric Grimbeek    | Sudafrica   | 21"9  |
| 4    | Aki Tammisto     | Finlandia   |       |
| 5    | Felix Rinner     | Austria     |       |
| DQ   | Albert Steinmetz | Germania    |       |

| Pos. | Atleta           | Nazione       | Tempo |
| ---- | ---------------- | ------------- | ----- |
| 1    | Mack Robinson    | Stati Uniti   | 21"2  |
| 2    | Tinus Osendarp   | Paesi Bassi   | 21"3  |
| 3    | Karl Neckermann  | Germania      | 21"6  |
| 4    | Gyula Gyenes     | Ungheria      |       |
| 5    | Börje Strandvall | Finlandia     |       |
| DNS  | Alan Pennington  | Gran Bretagna |       |

### Semifinali
| Pos. | Atleta          | Nazione     | Tempo |
| ---- | --------------- | ----------- | ----- |
| 1    | Mack Robinson   | Stati Uniti | 21"1  |
| 2    | Lee Orr         | Canada      | 21"3  |
| 3    | Wil van Beveren | Paesi Bassi | 21"5  |
| 4    | Bob Packard     | Stati Uniti | 21"6  |
| 5    | Karl Neckermann | Germania    | 21"8  |
| 6    | Eric Grimbeek   | Sudafrica   | 22"2  |

| Pos. | Atleta               | Nazione     | Tempo |
| ---- | -------------------- | ----------- | ----- |
| 1    | Jesse Owens          | Stati Uniti | 21"3  |
| 2    | Tinus Osendarp       | Paesi Bassi | 21"5  |
| 3    | Paul Hänni           | Svizzera    | 21"6  |
| 4    | Marthinus Theunissen | Sudafrica   | 21"8  |
| 5    | Bruce Humber         | Canada      | 22"0  |
| 6    | Howie McPhee         | Canada      | 22"0  |

### Finale
| Pos.    | Corsia | Atleta          | Età | Nazione     | Tempo |
| ------- | ------ | --------------- | --- | ----------- | ----- |
| Oro     | 3      | Jesse Owens     | 22  | Stati Uniti | 20"7  |
| Argento | 4      | Mack Robinson   | 22  | Stati Uniti | 21"1  |
| Bronzo  | 1      | Tinus Osendarp  | 20  | Paesi Bassi | 21"3  |
| 4       | 5      | Paul Hänni      | 21  | Svizzera    | 21"6  |
| 5       | 6      | Lee Orr         | 19  | Canada      | 21"6  |
| 6       | 2      | Wil van Beveren | 24  | Paesi Bassi | 21"9  |